# Bicskey Károly
Bicskey Károly (Budapest, 1920. január 29. – Budapest, 2009. október 25.) Jászai Mari-díjas magyar színész, rendező.

## Életpályája
1943-ban volt utolsó éves a Színművészeti Főiskolán, amikor a Nemzeti Színház tagja lett. 1944-ben a Pécsi Nemzeti Színház, 1945-től 1947-ig a Művész Színház, 1947–1948-ban a Medgyaszay Színház, 1948–1949-ben pedig a Magyar Színházban játszott. 1949–1980 között a Miskolci Nemzeti Színházban, a Csokonai Nemzeti Színházban, a kecskeméti Katona József Színházban, a Szegedi Nemzeti Színházban, a győri Kisfaludy Színházban, a Veszprémi Petőfi Színházban, a Békéscsabai Jókai Színházban és a Pécsi Nemzeti Színházban játszott színészként és rendezett is. Filmen először az 1948-ban készült Valahol Európában című játékfilmben játszott.

## Színházi munkáiból
A Színházi adattárban regisztrált bemutatóinak száma: színész-158; rendező-18; ugyanitt tizenkét színházi felvételen is látható.

### Színpadi szerepei
| - John Steinbeck: Egerek és emberek... Candy - Karinthy Márton: Búcsúlevél... Wéber elvtárs - Madách Imre: Az ember tragédiája... Ádám, Lucifer - William Shakespeare: Othello... Othello - Anton Pavlovics Csehov: Ványa bácsi... Ványa bácsi - Friedrich Dürrenmatt: János király... János király - Spiró György: Nyulak Margitja... Marcellus szerzetes - Marin Držić: Dundo Maroje... Dugi Nos varázsló - Vasziljev: Ne lőjetek a fehér hattyúra... Prokopics - George Bernard Shaw: A szerelem ára... Sartorius - Kálmán Imre: Csárdáskirálynő... Kerekes Ferkó - Henrik Ibsen: A vadkacsa... Pettersen - Sarkadi Imre: Oszlopos Simeon... Antal - Friedrich Schiller: Don Carlos... Apród - Harsányi Gábor: Meghódítjuk Amerikát... Hetényi Gedeon - George Bernard Shaw: Szent Johanna... Baudricourt, várkapitány - Harriet Beecher Stowe: Tamás bátya kunyhója... Gordon, földbirtokos - Tamási Áron: Vitéz lélek... Ambrus - Peter Karvaš: Diplomaták... John Dennis Turnbull - Óh, azok a régi szép házasságok... Férj - A nyár filmkockái - Leonyid Aronovics Zsuhovickij: Próbatétel... Kuzjmin - Friedrich Schiller: Ármány és szerelem... Von Walter kancellár - Leonyid Rahmanov: Viharos alkonyat... Polezsájev professzor - Móricz Zsigmond: Légy jó mindhalálig... Igazgató - Katona József: Bánk bán... Petur bán - Iszidor Vlagyimirovics Stok: Az élet megy tovább... Vaszilij Pavlovics Zabrogyin - Tamási Áron: Ördögjátékok... Durmonyás - Hernádi Gyula: Szép magyar tragédia... Bismarck - George Bernard Shaw: Caesar és Cleopatra... Caesar - Schwajda György: Mesebeli János... Varga János, lakatos - Németh László: Villámfénynél... Nagy Imre, körorvos - Peter Hacks: A béke... Trügaiosz - William Shakespeare: V. Henrik... Pistol - Páskándi Géza: Tornyot választok... Apáczai Csere János - Bornemisza Péter: Magyar Elektra... Égisztus - Baranyi Ferenc: A lónak vélt menyasszony... Mózsi legényember - Bárdos Pál: Uriszék... Alispán - Alekszej Arbuzov: Az Arbat meséi... Fjodor Kuzmics Baljasznyikov - Németh László: Galilei... Galileo Galilei - Németh László: Az írás ördöge... Markusovszky - Hunyady Sándor: Feketeszárú cseresznye... Dusán - Darvas József: Hunyadi... Husz János - Thurzó Gábor: Az ürügy... A miniszter - Friedrich Dürrenmatt: A meteor... Wolfgang Schwitter - Németh László: Apáczai... Basirius Izsák - Tennessee Williams: Az ifjúság édes madara... Boss Finley - George Bernard Shaw: Bolondok háza... Shotover kapitány - Jean Racine: Phaedra... Theseus - Puskin: Borisz Godunov... Borisz Godunov | - Illyés Gyula: Fáklyaláng... Kossuth Lajos - Sarkadi Imre: Ház a város mellett... Simon József - Gáspár Margit: Ha elmondod, letagadom... Ábel - Visnyevszkij: Optimista tragédia... Alekszej - Németh László: Papucshős... Holly Sebestyén - Madách Imre: Mózes... Mózes - Jókai Mór: Szegény gazdagok... Hátszegi báró - Leo Lenz: Az alkalmi férj... Heinz Wallner - Lavrenyov: Amerika hangja... Walter Kidd kapitány - Lev Nyikolajevics Tolsztoj: Anna Karenina... Alekszej Alekszandrovics Karenin - Hámos György: Aranycsillag... Kerekes István - Jókai Mór: Az aranyember... Tímár Mihály - Katona József: Bánk bán... Ottó - Davidoglu: Bányászok... Anton - Johann Strauss: Bécsi diákok... Gábor - Csizmarek Mátyás: Bútorozott szoba kiadó... Kálmán - Johann Strauss: A cigánybáró... Gábor, diák - Edmond Rostand: Cyrano de Bergerac... Cyrano de Bergerac - Adujev: Dohányon vett kapitány... Hannibál - Peter Karvas: Éjféli mise... Brecker hadnagy - Garvay Andor: Éjfélkor történt... Tarics Ákos földbirtokos - William Somerset Maugham: Eső... Davidson - Török Tamás: Esperanza... Imre - Pierre-Augustin Caron de Beaumarchais: Figaro házassága... Almaviva gróf - Carlo Goldoni: A fogadósné... Lovag - Gyárfás Miklós: Forr a világ... Thomas Butler - Urbán Ernő: Gál Anna diadala... Kósa Ferenc - Lev Nyikolajevics Tolsztoj: Háború és béke... Andrej Bolkonszkij herceg - Mándi Éva: Hétköznapok hősei... Dunai János - Lope de Vega: A kertész kutyája... Teodoro - Darvas József: Kormos ég... Joó Sándor - Mikszáth Kálmán: A körtvélyesi csíny... Katánghy Menyhért - Jókai Mór: A kőszívű ember fiai... Baradlay Kázmér - William Shakespeare: Macbeth... Macbeth - Barabás Tibor: Magyar jakobinusok... Ürményi József - Szofronov: Moszkvai jellem... Krivosejin Ignat Sztyepanovics - Lovinescu: Egy művész halála... Manole Crudu, szobrász - Alekszandr Nyikolajevics Osztrovszkij: A művésznő és a hódolói... Dulebov herceg - Heltai Jenő: A néma levente... Agárdi Péter - Trenyov: A Néva partján... Buránov - Rácz György: Ólommérgezés... Majdnem Torriani - Tabi László: A pirossapkás lány... Palcsik - Anton Pavlovics Csehov: Platonov szerelmei... Glagoljev - William Shakespeare: Rómeó és Júlia... Capulet - Csehov: Sirály... Trigorin - Shakespeare: Szentivánéji álom... Oberon - Jókai Mór: Szeretve mind a vérpadig... Ocskay László - Reginald Rose: Tizenkét dühös ember... Harmadik esküdt - Móricz Zsigmond: Úri muri... Szakmáry Zoltán - Dévényi Róbert: Vidékiek... Téres Ferenc - Molnár Ferenc: Az ördög... János |

### Rendezései
| - Németh László: Nagy család - Tennessee Williams: A vágy villamosa - Norman Krasna: Egy vasárnap New Yorkban - Tennessee Williams: Orfeusz alászáll - Németh László: Sámson - Jean Cocteau: Az írógép - Móricz Zsigmond: Nem élhetek muzsikaszó nélkül - Friedrich Schiller: Ármány és szerelem - Jókai Mór: Szegény gazdagok | - Sardou: Váljunk el! - Jókai Mór: Az aranyember - Katona József: Bánk bán - Johann Strauss: A cigánybáró - Garvay Andor: Éjfélkor történt - Mona Brand: Hamilton család - Dumas: A kaméliás hölgy - Heltai Jenő: A néma levente - Sartre: A tisztességtudó utcalány |

## Filmszerepei
| - Valahol Európában (1947) - Forró mezők (1948) - Tűz (1948) – Huber Márton - Égi madár (1957) - Asszony a telepen (1962) - Párbeszéd (1963) – Béla úr - Egy ember aki nincs (1964) – Rendőrtiszt - A tanú (1969) – Gulyás Elemér - Érik a fény (1970) – A miniszter - Harminckét nevem volt (1972) – Cselényi - Te rongyos élet (1983) – Kránicz Valér - Hány az óra, Vekker úr? (1985) – Fogoly - Titánia, Titánia, avagy a dublőrök éjszakája 1-2. (1988) - Megint tanú (1994) – Gulyás Elemér | - A szívroham (1964) – Pabst - Princ, a katona (1966) – Bálint törzsőrmester (2 részben) - Bors I. (1968) – Fehér tiszt - Tizennégy vértanú (1970) – Török Ignác - III. Richárd (1973) – Rivers gróf a királyné bátyja - Méz a kés hegyén (1974) - Az Elnökasszony 1-2. (1975) - Hátország (1976) – Kabinos úr - Lincoln Ábrahám álmai (1976) - A bosszú (1977) - Zokogó majom 1-5. (1978) - Worafka tanácsos úr (1979) - Frère Martin (1981) - Appassionata (1982) - Örökkön-örökké (1984) - Kémeri 1-5. (1985) – Rendőrfőkapitány - A védelemé a szó (1988) – Bíró - Freytág testvérek 1-5. (1989) - Szomszédok (1992) – Landlord - Glóbusz 1-5. (1993) - Devictus Vincit (1994) - Feltámadás Makucskán (1994) |

## Szinkronszerepei

### Filmek
| Év   | Cím                                                   | Szereplő                         | Színész             | Szinkron év |
| ---- | ----------------------------------------------------- | -------------------------------- | ------------------- | ----------- |
| 1952 | Délidő (2. magyar szinkron)                           | Ed Weaver                        | Cliff Clark         | 1989        |
| 1961 | Jövedelmező éjszaka                                   | N/A                              | N/A                 | 1988        |
| 1966 | El a kezekkel a feleségemtől!                         | Maynard C. Parker tábornok       | Carroll O’Connor    | 1986        |
| 1968 | Galileo Galilei                                       | N/A                              | N/A                 | 1969        |
| 1979 | Egy szép napon                                        | Őr                               | Leslie Sands        | 1989        |
| 1980 | A képlet                                              | N/A                              | N/A                 | 1992        |
| 1984 | Idegen feleség és férj az ágy alatt                   | Alekszandr Gyemjanovics tábornok | Oleg Jefremov       | 1987        |
| 1984 | Végtelen történet (1. magyar szinkron)                | Koreander                        | Thomas Hill         | 1986        |
| 1985 | Ellencsapás                                           | Konsztantin Leselidze            | Guram Pirchalava    | 1986        |
| 1985 | Leopárd Kommandó                                      | N/A                              | N/A                 | 1986        |
| 1986 | A rózsa neve (1. magyar szinkron)                     | Malakiás                         | Volker Prechtel     | 1991        |
| 1987 | Arizonai ördögfióka                                   | Kedves öreg boltos               | Charles „Lew” Smith | 1990        |
| 1989 | Semmelweis Ignác – Az anyák megmentője                | Riedl                            | Rudolf Schippel     | 1989        |
| 1991 | Bütyök és családja                                    | A házfelügyelő                   | Buster Larsen       | 1993        |
| 1991 | Robin Hood, a tolvajok fejedelme (1. magyar szinkron) | Duncan                           | Walter Sparrow      | 1991        |

### Rajzfilmek
| Év   | Cím                      | Szereplő | Szinkronhang | Szinkron év |
| ---- | ------------------------ | -------- | ------------ | ----------- |
| 1983 | Ico, a bátor lovacska    | Máté apó | Pelusa Suero | 1986        |
| 1985 | Az elsüllyedt világok I. | Írmag    | N/A          | 1988        |